# コロコロパズル ハッピィパネッチュ!
『コロコロパズル ハッピィパネッチュ!』は2002年3月8日に任天堂から発売されたゲームボーイアドバンス用アクションパズルゲーム。

## 概要
2000年に本作と同じ任天堂から発売された『コロコロカービィ』と同様、カートリッジに動きセンサー（加速度センサ）が内蔵されている。ゲームボーイアドバンス（以下、GBA）本体を前後左右に傾けることで、ゲーム内に登場する生物「パネッチュ」たちを操作する。
発売から約2年にわたり公式サイト上でユーザーからスコアを受け付け、ランキング形式で発表されていた。現在はランキングページは削除されている。

## ルール
ゲームを行うフィールドは10マス×10マスの正方形で、その中央に2マス×2マスの固定ブロックが配置されている。この中にマスとほぼ同じ大きさをした一定数のパネッチュがいる状態から始まる。
パネッチュは緑・青・黄・赤の4種類がいる。GBA本体を傾けることでパネッチュたちがその方向にスライドし、同色のパネッチュ同士が3体以上接すると消滅する。その後も傾けて消し続けると「コンボ」状態となる。パネッチュを消すと画面右下のエリアにボム（爆弾）が溜まる。コンボを続けるほど多くのボムが溜まっていく。
GBA本体のAボタンを押すと、パネッチュと同じ大きさのボムがパネッチュと共にフィールド上に一定数補充される。ボム同士が接するとくっつくが、そのくっつき方によって、2マス×2マス、2マス×4マス、4マス×2マス、4マス×4マスの大きさのボムに変わる。GBA本体のBボタンを押すとボムが爆発し、この時、ボムの周囲のパネッチュや「おジャマ」（パネッチュと同じように動くブロック）が消滅する。「ボムでノックアウト」モードではボムで敵を攻撃できるほか、対戦モードでは、爆発時、相手のフィールドにおジャマを送り込むことができる。
フィールド上がパネッチュやおジャマなどで埋まり、それ以上補充できなくなった際にゲームオーバーとなる。

## ゲームモード
おジャマバトル
様々なキャラクターたちと対戦するモード。大きいボムを爆発させるほど相手のフィールドに多くのおジャマを送って妨害できる。
ボムでノックアウト
次々に現れる敵キャラクターを倒していくモード。敵はフィールド中央に立っており、様々なアクションを見せる。大きいボムを爆発させるほど大ダメージを与えられる。
ボムでハイスコア
ボムを爆発させることで点数を得られるモード。大きいボムほど高得点になる。制限時間内の得点がハイスコアとして記録される。
ぜんぶふっとばせ!
フィールド上のおジャマを一度のボムの爆発で全て消滅させることを目指すモード。爆発後におジャマが残るとフィールドに新たなおジャマが追加される。複数のステージがある。
IQチャレンジ
フィールド上の全てのパネッチュを少ない手数で消滅させることを目指すモード。このモードでは通常とは異なる角ばった体のパネッチュが登場する。また、フィールドの形態も通常とは異なり、パネッチュやボムを補充する要素はない。複数のステージがあり、手数に応じてそれぞれランクが決まる。

## おジャマバトルに登場するキャラクター
ミツオ
小学4年生の男の子。サッカーよりパネッチュにハマっている。
タナカさん
子供が独立してパネッチュに集中できると喜んでいる主婦。
ワセダ
パネッチュを物理学的に解明しようとしている学生。
りつこ
学校帰りにファーストフード店で友達と対戦するのが日課の16歳の女子高生。
うおシゲ
魚屋の店主。
ちなつ
夫よりもパネッチュが強いと言う女性。
たけし
ガキ大将の男性。
トモゾウ
関西弁を話す男性。
ミツコシ
上品なマダム。
コージ
危険でチャラい印象の男性。
ミドル
初老の男性。
サヤカ
生意気な女の子。
TAKUO
紫色の髪色をしたイケメン。
ノリカ
生意気な老婆。
まさお
空手家の男性。
サオリ
「パネッチュOL」と呼ばれているセクシーな女性。
いいだばし
パネッチュを長年研究している博士。「これがパネッチュだ!」の資料を製作した。
ばぶトリオ
三つ子の赤ちゃん。「ダー」「ズー」としか言えないが、訳すと言葉遣いが悪い。
テツさん
作業員の男性。
マリン
シニヨンとおさげが特徴の女の子。
イザベラ
バレリーナの外国人女性。
パネおう
師匠の風貌をした老人男性。彼に勝つと「もと」を付けられる。

## ソフト対応表
| 本体                                                             | 記号 |
| ---------------------------------------------------------------- | ---- |
| ゲームボーイアドバンス ゲームボーイアドバンスSP                  | ○    |
| ゲームボーイプレーヤー （「Q」専用ゲームボーイプレーヤーを含む） | ×    |
| ゲームボーイミクロ                                               | ○    |
| ニンテンドーDS ニンテンドーDS Lite                               | △    |

【記号凡例】
- ○：対応
- ×：非対応
- △：対応（ゲームボーイアドバンス通信コネクタが無いため、1人プレイのみ）

## 備考
GBAの上位機種ゲームボーイアドバンスSP（以下、GBASP）でプレイする際には、操作がGBAの時と上下左右反転する。これは、GBASPのカートリッジの挿入口がGBAの反対側になっているため、動きセンサーが正しく機能しないことによる。オプション画面で「かたむきせってい」を選択後に特定のコマンド（十字ボタン上+L+R+Bボタン）を入力することで傾きセンサーの設定が反転し、GBAの場合と同様にプレイできるようになる。
- なお、ゲームボーイプレーヤーは非対応となる。